# Polina Vedekhina

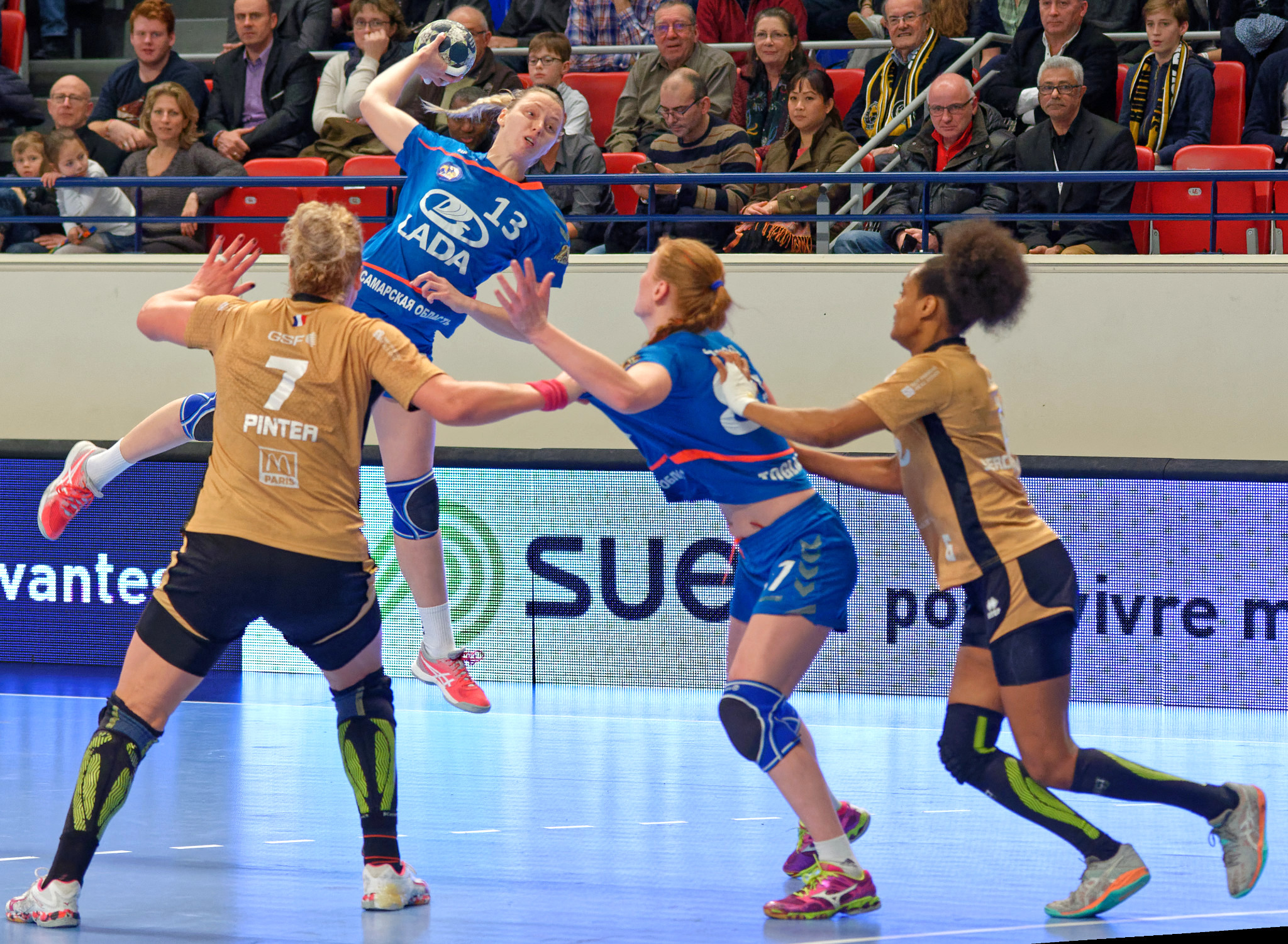
Match de coupe EHF entre Issy Paris Hand et Lada Togliatti. Le 12 janvier 2018.

Polina Iourievna Vedekhina (russe : Полина Юрьевна Ведёхина), née le 6 janvier 1994 à Volgograd, est une joueuse internationale russe de handball.

## Palmarès

### Club
compétitions internationales
- demi-finaliste de la coupe d'Europe des vainqueurs de coupe en 2012 (avec Dinamo Volgograd)

compétitions nationales
- championne de Russie en 2012, 2013 et 2014 (avec Dinamo Volgograd)

### Sélection
Compétitions senior
- Médaille d'argent aux Jeux olympiques de 2020 à Tokyo
- 5e place au championnat d'Europe 2020
- 5e place au championnat du monde 2017
- 5e place au championnat du monde 2015

Compétitions junior et jeunes
- vainqueur du championnat d'Europe junior en 2013[1]
- vainqueur du championnat d'Europe jeunes en 2011[2]
- finaliste du championnat d'Europe jeunes en 2009[3]